# Fleury-la-Vallée
Fleury-la-Vallée is een gemeente in het Franse departement Yonne (regio Bourgogne-Franche-Comté) en telt 1001 inwoners (1999). De plaats maakt deel uit van het arrondissement Auxerre.

## Geografie
De oppervlakte van Fleury-la-Vallée bedraagt 15,0 km², de bevolkingsdichtheid is 66,7 inwoners per km².
De onderstaande kaart toont de ligging van Fleury-la-Vallée met de belangrijkste infrastructuur en aangrenzende gemeenten.

## Demografie
Onderstaande figuur toont het verloop van het inwonertal (bron: INSEE-tellingen).